# Икскюль, Якоб фон
Я́коб Иога́нн Икскю́ль (нем. Jakob Johann von Uexküll, 26 августа (7 сентября) 1864, Кеблас, Эстляндская губерния — 25 июля 1944, о. Капри) — русский и немецкий биолог, зоопсихолог и философ, один из основателей зоосемиотики и биосемиотики.

## Биография
Родился 26 августа (7 сентября) 1864 года в имении Кеблас в Эстляндской губернии. Один из его прадедов Борис Васильевич Икскуль служил в русской императорской армии, выйдя в отставку в чине полковника; затем был губернатором и сенатором. Другой прадед — Отто Фёдорович Розен был казанским губернатором. Его отец Александр фон Икскюль (1800—1853) — действительный член Санкт-Петербургской Академии художеств.
Среднее образование получил в Домской школе. Поступив в 1884 году в Дерптский университет, окончил его в 1889 году. Работал в физиологическом институте в Гейдельберге (Германия) и на зоологической станции в Неаполе. С 1925 года — профессор Гамбургского университета, при котором создал Институт по изучению отношений животных со средой (Institut für Umweltforschung). Исследовал двигательные системы животных (главным образом беспозвоночных), физиологию мышечного сокращения и нервного возбуждения, а также другие вопросы сравнительной физиологии; автор концепции умвельта (Umwelt) и теории функционального круга (Funktionskreis). Его работы внесли существенный вклад в развитие представлений о единстве организма и среды. Учение Икскюля об окружающем животного мире послужило одной из теоретических основ этологии и оказало влияние на антропологические взгляды Эрнста Кассирера (его концепцию человека как animal symbolicum).

## Влияние
В своей работе "О трагическом" Петер Цапффе в главах 2 и 5 ссылается на идеи Якоба фон Икскюля, особенно его концепцию функционального цикла и теорию восприятия. Икскюль в Umwelt und Innenwelt der Tiere подчеркивает, что восприятие мира живыми существами ограничено их сенсорными системами, которые определяют, какие части окружающей среды доступны для восприятия. Цапффе заимствует эти идеи для объяснения того, как человеческое восприятие мира также ограничено биологическими и когнитивными механизмами, что приводит к трагическому осознанию бессмысленности жизни.
В "О трагическом" Цапффе использует концепцию функционального цикла, разработанную Икскюлем, чтобы показать, как человек взаимодействует с миром через свои биологические структуры. Это взаимодействие ограничивает восприятие и приводит к внутреннему конфликту между биологическими инстинктами и осознанием ограниченности человеческого существования. Цапффе связывает эти ограничения с трагизмом, рассматривая его как неотъемлемую часть человеческой экзистенции.

## Семья
Его сын — Туре фон Икскюль, крупнейший представитель психосоматики и биосемиотики. Внук — Карл Вольмар Якоб фон Икскюль — писатель, политик.

### Переведено на русский язык
- Якоб фон Икскюль. Путешествие в окружающие миры животных и людей. Теория значения = Streifzüge durch die Umwelten von Tieren und Menschen (1934) + Bedeutungslehre (1940) / Пер. с нем. Полина Западалова; редактор Филипп Фомичев. — М. : Ад Маргинем Пресс, 2025. — 208 с. — ISBN 978-5-91103-831-1.